# جن هدفیلد
جن هدفیلد (به انگلیسی: Jen Hadfield) (زادهٔ ۱۹۷۸ میلادی در چه‌شایر) شاعر و هنرمند انگلیسی است.

## زندگی
هدفیلد دانش‌آموختهٔ دانشگاه‌های ادینبورگ، گلاسکو و استرادکلاید است. او سال ۲۰۰۸ به عنوان جوان‌ترین فردی که جایزهٔ تی. اس. الیوت را دریافت کرده، نام خود را در تاریخ ثبت کرد.
هدفیلد هم‌اکنون ساکن شتلند، در ساحل شمال‌شرقی اسکاتلند است. او هم‌اکنون با استفاده از چاپی کلیشه‌ای روی مشمع، عکاسی، خراطی، صحافی، آویزسازی (به انگلیسی: Tly-tying)، که او آن را «دانه‌های سرکش» (به انگلیسی: Rogue Seeds) می‌نامد، کتاب‌های هنری چاپ می‌کند.

## جوایز
در سال ۲۰۰۸ هدفیلد برای دومین مجموعه‌شعرش، تقریباً هیچ‌جا (به انگلیسی: Nigh-No-Place) برندهٔ جایزهٔ شعر تی‌اس الیوت شد. این افتخار قابل‌توجهی برای یک شاعر جوان بود که با دریافت این جایزه در کنار کسانی نظیر کارول آن دافی، شیموس هینی و تد هیوز قرار گرفت.
در سال ۲۰۱۲ در برنامهٔ ویژه‌ای که در جشنوارهٔ بین‌المللی کتاب ادینبورگ برگزار شد جایزهٔ شعر اسکاتلندی ادوین مورگان از جن هدفیلد به عنوان برندهٔ این رقابت بین‌المللی نام برد. شعر این شاعر جوان با عنوان «بچه‌ها» در رقابتی که گیلیان فرگوسن و دان پترسون، شاعران برجسته، داوری آن را بر عهده داشتند، به عنوان برندهٔ جایزهٔ پنج‌هزار پوندی این رقابت انتخاب شد. هر دوی این شاعران گفتند شعر او را برای «قدرت آشفتن» آن تحسین می‌کنند.

## پی‌نوشت
1. ↑  «جایزهٔ مورگان...»،  ایبنا.
2. ↑  «Jen Hadfield»،  Poetry International Web.
3. ↑  Brown، «Jen Hadfield wins...»، Guardian.
4. ↑  «جایزهٔ مورگان...»،  ایبنا.
5. ↑  «جایزهٔ مورگان...»،  ایبنا.
6. ↑  «جایزهٔ مورگان...»،  ایبنا.